# Alfonso al XI-lea al Castiliei
Alfonso al XI-lea (n. 13 august 1311, Salamanca, Castilia și León, Spania – d. 27 martie 1350, Gibraltar, Teritoriile britanice de peste mări, Regatul Unit) a fost regele Castiliei, Leonului și Galiciei din 7 septembrie 1313 până în 26 sau 27 martie 1350. A fost fiul lui Ferdinand al IV-lea al Castiliei și a soției sale, Constance de Portugalia. 
La moartea tatălui său în 1312, au urmat mai multe dispute legate de regență, care au fost rezolvate abia în 1313. Bunica lui, Maria de Molina, mama lui Constance, și-a asumat regența. Regina Constance a murit prima pe 18 noiembrie 1313, urmată de Ioan și Infantul Petru în timpul unei campanii militare împotriva Granadei în 1319, care a lăsat-o pe regina văduvă, Maria, singura regentă, până la moartea sa pe 1 iunie 1321. De la moartea lui Petru și Ioan în 1339, Infantul Filip (fiul lui Sancho al IV-lea și a Mariei de Molina), Juan Manuel (nepotul lui Ferdinand al III-lea și unchiul său) și Juan el Tuerto (unchi de gradul doi al regelui), au împărțit regatul între ei, în funcție de aspirațiile lor de regență. După ce Alfonso a fost declarat adult în 1325, el a început o domnie care avea să servească la consolidarea puterii regale.
De îndată ce a luat tronul, el a început să lucreze din greu pentru a consolida puterea regală prin împărțirea dușmanilor săi. El a reușit să extindă limitele împărăției lui la Strâmtoarea Gibraltar, după o victorie importantă în Bătălia de la Rio Salado împotriva dinastiei de Marinid în 1340 și cucerirea Regatului Algeciras în 1344. Odată ce conflictul a fost rezolvat, el a redirecționat toate eforturile sale de cucerire în luptele cu maurii din Granada.
Alfonso al XI-lea nu a fost niciodată atât de brutal ca fiul său Petru al Castiliei, însă putea avea metode sângeroase. El a ucis din motive de stat, fără nici o formă de proces. El a neglijat-o în mod deschis pe soția sa, Maria de Portugalia și a îngăduit o pasiune scandaloasă pentru Leonor de Guzmán, cu care a avut zece copii. Moartea sa timpurie a avut loc în timpul Marii Cume din 1350, la al cincilea Asediul de la Gibraltar. 